# Richard Wilson (konstnär)

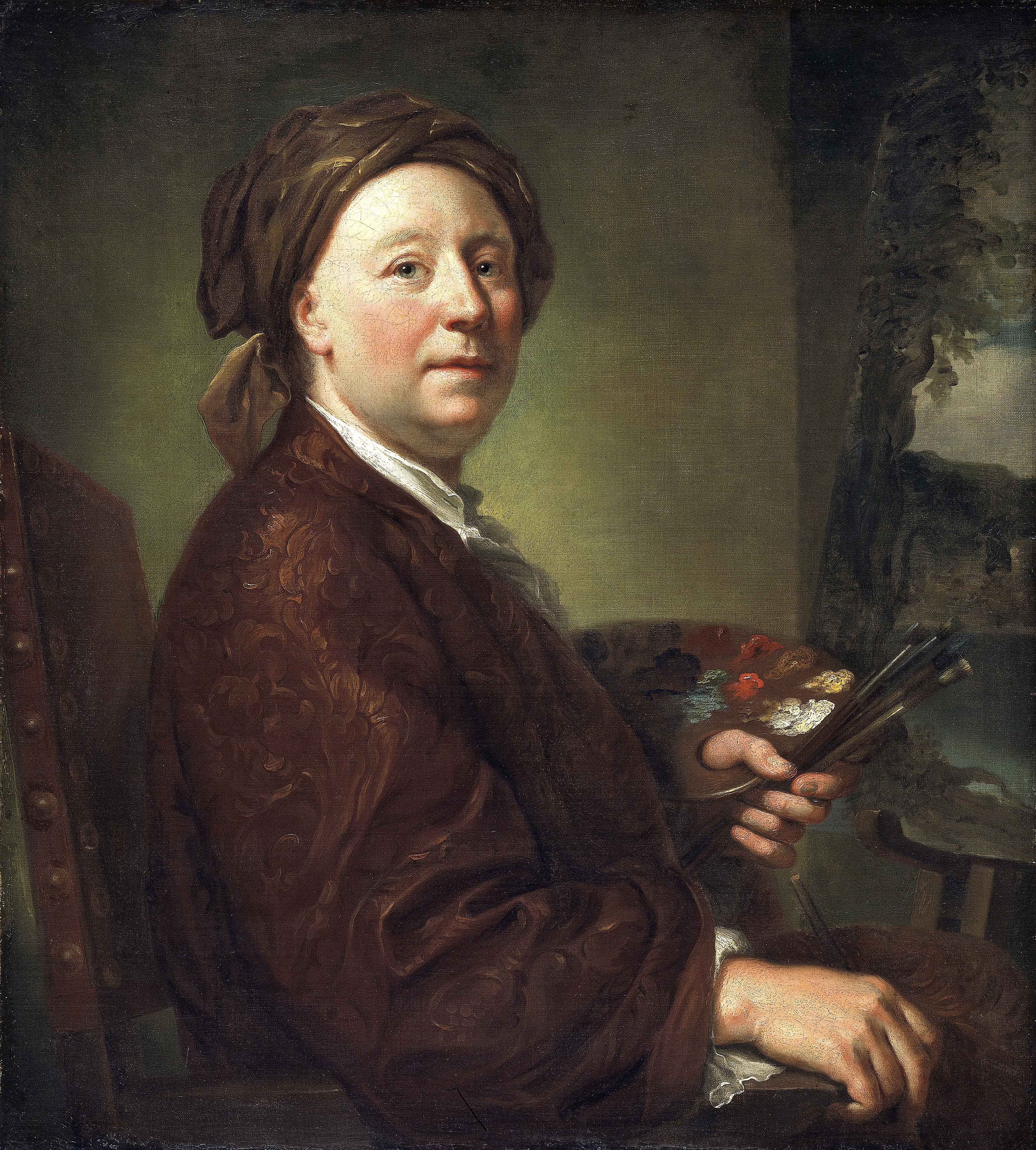
Självporträtt.

Richard Wilson, född den 1 augusti 1714, död den 15 maj 1782, var en brittisk konstnär.

## Biografi
Richard Wilson, en av de tidigaste kända brittiska landskapsmålarna, använde i sina verk en kombination av klassisk harmonisk stämning med rikt målerisk verkan. År 1768 var Richard Wilson medgrundare av konstakademin Royal Academy of Arts i London.
Richard Wilson inskrevs 1729 som studerande vid en konstskola i London. Vid omkring år 1735 verkade han som porträttmålare. Från 1746 hyste han ett växande intresse för landskapsmåleri; han kom i hög grad att ägna sig åt detta i Italien under 1750-talet. Han levde först i Venedig och sedan i Rom, där han bodde till 1757. Förutom stora landskap målade han också ett stort antal romerska platser och byggnader, målningar till vilka han använde för samlingsverket Italienska landskap efter återkomsten till England. Som hans förnämsta verk räknas en serie teckningar från 1754. Hemkommen försörjde han sig som lärare och blev 1776 bibliotekarie för den nyinrättade konstakademin, en anställning han antog för att undkomma svår fattigdom.
Han fortsatte att producera konstverk med italienska landskapsmotiv, men han skildrade också sitt engelska hemland. Hans landskapsskildringar utövade betydande inflytande på bland andra William Turner, John Constable och John Crome. I hans senare verk, bland andra Minchenden House, märks en viss frigörelse från det vanliga bruket i landskapsmåleri.